# 长安之战 (883年)
长安之战，唐僖宗中和元年（大齐金统二年，881年）四月至中和三年（大齐金统四年，883年）四月，唐军同黄巢齐军争夺长安城的作战。
广明元年（880年）十二月，黄巢率军攻占京城长安，十二月十三日即位，国号大齐，改元金统。中和元年（881年）三月，唐僖宗在成都发号施令，各地藩镇纷纷出兵，在京城四面诸军行营都统郑畋指挥下，包围长安。四月，程宗楚、唐弘夫、王处存等率官军夜入长安城，黄巢率部出长安后，引兵还袭，自诸门分入夺回长安，程宗楚、唐弘夫被杀。
881年十月，齐军将领孟楷和朱温在富平（今陕西省富平县）袭破鄜延、夏绥二军返归本道，中和二年（大齐金统三年，882年）正月，唐僖宗以王铎兼中书令，充诸道行营都统，崔安潜为副都统，周岌、王重荣为都统左右司马，诸葛爽、康实为左右先锋使，时溥为催遣纲运租赋防遏使，王处存、李孝昌、拓跋思恭为京城东北西面都统，杨复光为南面行营都监使，准备对长安进行新的反攻。
四月，王铎率领两川、兴元之军进驻灵感寺，泾原军屯驻京西，易定、河中二军屯驻渭北，邠宁、凤翔二军屯驻兴平，保大、定难二军屯驻渭桥，忠武军屯驻武功，官军再次包围长安。形势对黄巢极为不利，号令所行不出同州（今陕西省大荔县）、华州（今陕西省渭南市华州区），且因多年战乱，百姓多躲避深山筑栅自保，农事俱废，长安城中米价大涨。在此时，黄巢率军艰苦奋战。五月，分兵出击兴平，兴平邠宁军、凤翔军退屯奉天。七月，派尚让攻取宜君寨（今陕西省宜君县），正好大雪盈尺，齐军冻死十之二、三。
九月，同州防御使朱温降唐。华州刺史李详见状也想要叛齐，黄巢知而杀之，以其弟黄思邺为华州刺史，但为李详旧部所不容，共推华阴镇守使王遇为主，王遇便以华州降于王重荣。十月，诸道唐兵会师关中，共讨黄巢。王铎又以墨敕召李克用来归，不久又委其为雁门节度使。十二月，李克用率沙陀兵四万至河中（今山西省永济市蒲州镇），派兵五百先过黄河试探军情。黄巢曾派人与李克用讲和，李克用放归使者，引兵自夏阳渡过黄河，进军同州。中和三年（大齐金统四年、883年）正月，李克用派李存贞袭击沙苑（今陕西省大荔县），战败黄巢之弟黄揆，遂进屯沙苑。
李克用时年二十八岁，因一目眇，时人称为“独眼龙”，少壮好胜。部骑兵将都穿黑衣，十分彪悍，人称“鸦军”。王铎再上书请命授予李克用为东北面行营都统，杨复光为东面都统监军使，陈景思为北面都统监军使。准备依靠沙陀兵征讨黄巢，不料田令孜说他日久无功，不胜重任，罢其兵柄，委其为义成节度使，另以副都统崔安潜为东都留守，以都监西门思恭为右神策军中尉，田令孜自请为十军兼十二卫观军容使。二月十五日，李克用进军乾阬（今陕西省大荔县西南），与河中、易定、忠武三军会合。齐宰相尚让率兵十五万屯于梁田陂。二月十六日，双方在此举行大战，结果齐军战败，被俘斩数万。与此同时，齐军将领王璠、黄揆攻占华州，刺史王遇出逃。二月二十七日，李克用进围华州，黄思邺、黄揆据城固守。李克用分骑兵屯渭北，齐军屡为其所败，而且粮食又尽，形势危急。三月初六，黄巢派尚让率兵救华州，李克用、王重荣引兵迎战于零口（今陕西省临潼县），再破尚让。李克用部占领华州，进军渭桥，每夜令其将薛志勤、康君立潜入长安，杀人放火，烧积聚物资，扰乱人心，李克用与忠武将庞从、河中将白志迁等率军先进。与大齐军战于渭南，一日三战，官军三战三胜，义成、义武诸军陆续杀到，大齐支持不住，损失惨重。四月初八，李克用率部从光泰门攻入长安。黄巢力战不胜，巷战又败，于是率部众退出京城，自蓝田进入商山，沿途多丢弃珍宝于路，官军争相拾取，延误了追击时间，齐军撤到河南境内。从880年十二月黄巢进入长安，883年四月大齐军主力在黄巢带领下退出长安，历时二年四个月。